# 山本修平
山本 修平（やまもと しゅうへい、1991年5月24日 - ）は、日本の陸上競技選手。専門は長距離種目。愛知県豊橋市出身。愛知県立時習館高等学校を卒業後、1年間の浪人生活を経て早稲田大学スポーツ科学部に入学。早稲田大学競走部で100代目駅伝主将を務めた。早稲田大学卒業後はトヨタ自動車陸上長距離部に所属。

## 人物
- 高校は愛知県の公立進学校である愛知県立時習館高等学校に通っていた。決して陸上の強豪校という訳ではないが、同級生にはのちに2015年世界陸上競技選手権大会女子5000m日本代表となる鈴木亜由子（日本郵政所属）がいた。高校卒業後に兼ねてから第一志望であった早稲田大学へ進学することを目指していたが入試結果は不合格となり浪人を決意した。かつては、早稲田大学OBの瀬古利彦や駒澤大学監督の大八木弘明のように、浪人や実業団を経てから大学に入学する長距離ランナーも少なからずいたが、世間一般の浪人率も低下した昨今では、浪人を経験した長距離ランナーは極めて珍しい存在である。
- 浪人中は受験勉強と並行して自主トレーニングをこなし、記録会で自己ベストを更新するなど成長を見せた。その結果、早稲田大学のスポーツ推薦枠を勝ち取り、2011年に一浪を経て早稲田大学に入学した。なお、山本が浪人中の2010年度シーズンに早稲田大学は史上3校目となる大学三大駅伝（出雲駅伝・全日本大学駅伝・箱根駅伝）三冠を達成した。
- 早稲田大学競走部では初年度から1学年先輩の大迫傑（年齢的には山本と同級生）らとともに主力選手として活躍。第88回箱根駅伝では山登り5区を担当し1時間19分52秒という記録で区間3位と好走した[1]。第82回大会の距離延長後、1年生で5区を走り1時間20分を切った選手は山の神と呼ばれた柏原竜二（東洋大学卒）と山本のみであり、山登りの素質を見出された山本は翌年以降も箱根駅伝で5区を担当することとなる。2年時の第89回箱根駅伝では強風の中、前年と同じく区間3位の力走を見せた。3年時にも5区の起用が濃厚だったが、直前にアキレス腱を痛めた影響で欠場している[2]。
- 4年時には早稲田大学競走部100周年という節目の年に駅伝主将を務めた。ちなみに、この年副将を務めた田口大貴（秋田県立秋田高等学校出身。早大卒業後は日立物流に所属した。）も山本と同じく浪人を経て早稲田に入学しており、異色の浪人経験者による主将・副将コンビとなった[3]。大学駅伝の集大成となる第91回箱根駅伝でも、以前と同じく5区を担当。区間賞獲得を目指したが、区間10位と不本意な結果に終わってしまいチームは総合5位、山本は大学駅伝での優勝を経験できずに卒業を迎えた。
- 大学卒業後、地元愛知県のトヨタ自動車に就職。実業団駅伝デビュー戦となった2015年中部実業団駅伝ではトヨタ自動車Bチームの5区を担当。トヨタ自動車Aチームの井上翔太に1秒勝る37分43という記録で走ったが、Bチームはオープン参加のため、区間賞は井上に譲った[4]。2016年元日のニューイヤー駅伝では、上記の中部予選での実績を評価され7人の出走メンバーに選ばれた。最終区間の7区を任され先頭でタスキを受け取ると、最後まで先頭を守り切り、トヨタ自動車ニューイヤー駅伝二連覇のゴールテープを切った[5]。
- 2016年1月の都道府県対抗男子駅伝では愛知県チームのアンカー7区を担当。先頭でタスキを受け取ると、安定した走りで最後まで逃げ切り、愛知県の15年ぶり優勝のゴールテープを切った[6]。また、愛知県は都道府県対抗男子駅伝の1週間前に開催された都道府県対抗女子駅伝でも優勝を果たしており、都道府県対抗駅伝史上初のアベック優勝を達成した[7]。ちなみに、都道府県対抗女子駅伝でアンカーを務め優勝のゴールテープを切ったのは、山本の高校時代の同級生である鈴木亜由子であった[8]。

## 駅伝戦績

### 大学駅伝戦績
| 学年               | 出雲駅伝                    | 全日本大学駅伝               | 箱根駅伝                          |
| ------------------ | --------------------------- | ---------------------------- | --------------------------------- |
| 1年生 （2011年度） | 第23回 3区-区間2位 23分09秒 | 第43回 1区-区間12位 44分42秒 | 第88回 5区-区間3位 1時間19分52秒  |
| 2年生 （2012年度） | 第24回 3区-区間3位 23分26秒 | 第44回 4区-区間2位 40分42秒  | 第89回 5区-区間3位 1時間22分52秒  |
| 3年生 （2013年度） | 第25回 3区-区間5位 23分29秒 | 第45回 4区-区間3位 41分05秒  | 第90回 － － － 出走なし          |
| 4年生 （2014年度） | 第26回 － － － 大会中止    | 第46回 4区-区間2位 41分09秒  | 第91回 5区-区間10位 1時間21分45秒 |

### 実業団駅伝戦績
| 年度                   | 大会                                   | 所属         | 区間     | 区間順位          | 記録     | 総合順位              |
| ---------------------- | -------------------------------------- | ------------ | -------- | ----------------- | -------- | --------------------- |
| 2015年度 （入社1年目） | 第55回中部・北陸実業団対抗駅伝競走大会 | トヨタ自動車 | 3区      | OP（区間賞相当）  | 37分43秒 | トヨタ自動車Bオープン |
| 2015年度 （入社1年目） | 第60回全日本実業団対抗駅伝競走大会     | トヨタ自動車 | 7区      | 区間2位           | 46分52秒 | トヨタ自動車優勝      |
| 2016年度 （入社2年目） | 第56回中部・北陸実業団対抗駅伝競走大会 | トヨタ自動車 | 3区      | OP（区間6位相当） | 34分21秒 | トヨタ自動車Bオープン |
| 2016年度 （入社2年目） | 第61回全日本実業団対抗駅伝競走大会     | トヨタ自動車 | 出走なし | 出走なし          | 出走なし | トヨタ自動車2位       |
| 2017年度 （入社3年目） | 第57回中部・北陸実業団対抗駅伝競走大会 | トヨタ自動車 | 7区      | 区間賞            | 38分29秒 | トヨタ自動車A優勝     |
| 2017年度 （入社3年目） | 第62回全日本実業団対抗駅伝競走大会     | トヨタ自動車 | 出走なし | 出走なし          | 出走なし | トヨタ自動車3位       |

## 記録
- 5000m - 13分42秒17
- 10000m - 28分14秒49
- ハーフマラソン - 1時間02分14秒[9]